# Крочета Алта (Кремона)
Крочета Алта је насеље у Италији у округу Кремона, региону Ломбардија.
Према процени из 2011. у насељу је живело 41 становника. Насеље се налази на надморској висини од 51 м.